# Associazione Sportiva Pro Recco 1983-1984
Questa voce raccoglie le informazioni riguardanti la Associazione Sportiva Dilettantistica Pro Recco nelle competizioni della stagione 1983-1984.

## La stagione
La Pro Recco si piazza al primo posto in campionato, conquistando così il diciottesimo scudetto. Nella stessa stagione vince la sua seconda Coppa dei Campioni.

## Rosa

La rosa della Pro Recco 1982-1983

| N° |                   | Ruolo | Giocatore         |
| -- | ----------------- | ----- | ----------------- |
|    | Italia (bandiera) |       | Alberto Alberani  |
|    | Italia (bandiera) |       | Giuseppe D'Altrui |
|    | Italia (bandiera) |       | Marco Galli       |
|    | Europa (bandiera) |       | Sergio Peri       |
|    | Europa (bandiera) |       | Mario Tixi        |
|    | Italia (bandiera) |       | Marco Baldineti   |
|    | Italia (bandiera) |       | Stefano Lagostena |

| N° |                   | Ruolo | Giocatore         |
| -- | ----------------- | ----- | ----------------- |
|    | Italia (bandiera) |       | Rinaldo Tronchini |
|    | Italia (bandiera) |       | Luigi Castagnola  |
|    | Italia (bandiera) |       | Paolo Ragosa      |
|    | Italia (bandiera) |       | Dario Bertazzoli  |
|    | Italia (bandiera) |       | Paolo Capurro     |
|    | Italia (bandiera) |       | Silvano Bozzo     |

- Allenatore: Imre Szikora